# 岡本伊三美
岡本 伊三美（おかもと いさみ、1931年2月26日 - ）は、大阪府大阪市出身の元プロ野球選手（内野手、外野手）・コーチ・監督、解説者。
次女に元プロテニスプレイヤーの岡本久美子がいる。

## 経歴
中学まではバスケットボールの選手だったが、京都市立第一工業学校時代に野球へ転向。野球部の同期に元阪神の桧山進次郎の実父がおり、当時岡本が遊撃手で桧山の父がエース投手であった。
高校卒業後の1949年に南海ホークスへテスト生として入団。高校時代のチームメイトに種田訓久（後に南海で共にプレー）がいる。
1951年はシーズン終盤の9試合に二塁手として先発出場、また南海土建に出向という形で社会人野球でもプレーした。
1952年には兼任監督の山本一人の後継と目され、7月からは二塁手の定位置を獲得。打率.299（リーグ9位）の好成績を記録し、初のベストナインに選出された。
1953年には中西太、堀井数男との接戦を制し、打率.318で首位打者を獲得、19本塁打を放ちチームのリーグ3連覇に貢献、同年のリーグMVPにも輝いた。
1954年には森下正夫に二塁手を任せ、開幕から右翼手に回る。
1955年は二塁手に戻り、二番打者としてチャンスメーカーの役割を果たした。蔭山和夫・飯田徳治・木塚忠助と共に100万ドルの内野陣と呼ばれ、南海の黄金時代を担った。
チャンスに強く、翌日の新聞の紙面を飾ることが多かったことから、「見出しの岡本」、「見出しのオカ」などの異名があった。
1959年までレギュラーを守る。
1960年には半田春夫に定位置を譲る試合が多くなる。
1961年は故障で欠場。
1963年限りで引退した。
巨人との5回の日本シリーズに出場し、1959年に初めてチーム日本一を果たす。1951年の日本シリーズは代走のみの起用に終わり、1952年の日本シリーズは21打数5安打、1953年の日本シリーズは27打数6安打と精彩を欠いた。1955年の日本シリーズは第1戦で3安打と気を吐くが第2戦で死球を受けてから不振に陥り、その後はわずか2安打に終わった。1959年の日本シリーズ第1戦では4打数4安打3打点を記録し、別所毅彦から2打席連続で本塁打を放つなど活躍、同シリーズの技能賞を獲得した。
引退後は南海（1964年・1968年 - 1969年一軍コーチ, 1965年二軍コーチ, 1970年 - 1972年二軍監督）、サンケイ（1966年 - 1967年一軍打撃コーチ）、阪神（1973年一軍コーチ, 1974年ヘッドコーチ）、近鉄（1982年 - 1983年一軍打撃コーチ, 1984年 - 1987年監督, 1996年 - 1998年常務取締役編成担当, 1999年 - 2001年専務取締役球団代表）で監督・コーチ・フロントを歴任した。阪神コーチ退任後はフジテレビ・関西テレビ野球解説者（1975年 - 1981年）、近鉄監督退任後は朝日放送テレビ・朝日放送ラジオ・サンテレビ野球解説者（1988年 - 1995年）を務めた。
現在は全国野球振興会（日本プロ野球OBクラブ）の常務理事を務めている。

## エピソード
1966年から2年間務めたサンケイのコーチを中原宏とともに退任したのは、南海での同僚でもあった飯田徳治監督の退任に加え、次期監督の別所毅彦が自由にやりやすい様にとの球団フロントの配慮によるものだったが、当時の水野成夫オーナーは、岡本と中原の能力を高く評価し、退任させることを惜しんだため、岡本にフジテレビの野球解説者のポストを用意した。ただこの時は直後に古巣・南海にコーチとして復帰し、その後阪神でもコーチを務めたため、同局の解説者への就任は1975年に持ち越された。

## 詳細情報

### 年度別打撃成績
| 年 度      | 球 団      | 試 合 | 打 席 | 打 数 | 得 点 | 安 打 | 二 塁 打 | 三 塁 打 | 本 塁 打 | 塁 打 | 打 点 | 盗 塁 | 盗 塁 死 | 犠 打 | 犠 飛 | 四 球 | 敬 遠 | 死 球 | 三 振 | 併 殺 打 | 打 率 | 出 塁 率 | 長 打 率 | O P S |
| ---------- | ---------- | ----- | ----- | ----- | ----- | ----- | -------- | -------- | -------- | ----- | ----- | ----- | -------- | ----- | ----- | ----- | ----- | ----- | ----- | -------- | ----- | -------- | -------- | ----- |
| 1950       | 南海       | 13    | 14    | 14    | 2     | 2     | 0        | 0        | 0        | 2     | 0     | 1     | 1        | 0     | --    | 0     | --    | 0     | 5     | 0        | .143  | .143     | .143     | .286  |
| 1951       | 南海       | 75    | 79    | 74    | 10    | 15    | 5        | 0        | 1        | 23    | 11    | 7     | 2        | 2     | --    | 3     | --    | 0     | 9     | 4        | .203  | .234     | .311     | .545  |
| 1952       | 南海       | 104   | 335   | 304   | 44    | 91    | 11       | 5        | 11       | 145   | 57    | 33    | 12       | 9     | --    | 21    | --    | 1     | 35    | 7        | .299  | .347     | .477     | .824  |
| 1953       | 南海       | 116   | 501   | 450   | 71    | 143   | 26       | 0        | 19       | 226   | 77    | 30    | 16       | 12    | --    | 34    | --    | 5     | 45    | 8        | .318  | .372     | .502     | .874  |
| 1954       | 南海       | 131   | 530   | 469   | 63    | 118   | 20       | 1        | 19       | 197   | 63    | 24    | 9        | 12    | 7     | 37    | --    | 2     | 72    | 10       | .252  | .309     | .420     | .729  |
| 1955       | 南海       | 136   | 585   | 521   | 92    | 132   | 30       | 2        | 18       | 220   | 65    | 37    | 5        | 17    | 1     | 43    | 0     | 0     | 71    | 10       | .253  | .310     | .422     | .733  |
| 1956       | 南海       | 124   | 498   | 428   | 57    | 99    | 19       | 2        | 9        | 149   | 36    | 18    | 10       | 15    | 3     | 50    | 1     | 1     | 49    | 7        | .231  | .313     | .348     | .661  |
| 1957       | 南海       | 117   | 471   | 417   | 60    | 114   | 25       | 4        | 19       | 204   | 56    | 9     | 8        | 7     | 1     | 40    | 2     | 5     | 48    | 7        | .273  | .344     | .489     | .833  |
| 1958       | 南海       | 119   | 472   | 417   | 47    | 103   | 18       | 2        | 10       | 155   | 61    | 11    | 3        | 9     | 3     | 42    | 1     | 1     | 45    | 11       | .247  | .317     | .372     | .689  |
| 1959       | 南海       | 120   | 426   | 380   | 44    | 99    | 21       | 3        | 10       | 156   | 51    | 5     | 4        | 8     | 2     | 33    | 2     | 2     | 40    | 5        | .261  | .323     | .411     | .733  |
| 1960       | 南海       | 96    | 249   | 208   | 18    | 35    | 8        | 0        | 4        | 55    | 10    | 3     | 2        | 8     | 1     | 32    | 0     | 0     | 29    | 9        | .168  | .279     | .264     | .544  |
| 1962       | 南海       | 84    | 233   | 209   | 19    | 54    | 10       | 0        | 3        | 73    | 21    | 4     | 2        | 3     | 2     | 18    | 0     | 1     | 34    | 4        | .258  | .320     | .349     | .669  |
| 1963       | 南海       | 54    | 74    | 70    | 9     | 13    | 1        | 0        | 2        | 20    | 5     | 0     | 0        | 1     | 0     | 3     | 0     | 0     | 14    | 2        | .186  | .219     | .286     | .505  |
| 通算：13年 | 通算：13年 | 1289  | 4467  | 3961  | 536   | 1018  | 194      | 19       | 125      | 1625  | 513   | 182   | 74       | 103   | 20    | 356   | 6     | 18    | 496   | 84       | .257  | .321     | .410     | .731  |

- 各年度の太字はリーグ最高

### 年度別監督成績
| 年度      | 年度      | チーム    | 順位      | 試合 | 勝利 | 敗戦 | 引分 | 勝率 | ゲーム差               | チーム 本塁打          | チーム 打率            | チーム 防御率          | 年齢                   |
| --------- | --------- | --------- | --------- | ---- | ---- | ---- | ---- | ---- | ---------------------- | ---------------------- | ---------------------- | ---------------------- | ---------------------- |
| 1984年    | 昭和59年  | 近鉄      | 4位       | 130  | 58   | 61   | 11   | .487 | 16.5                   | 174                    | .257                   | 4.36                   | 53歳                   |
| 1985年    | 昭和60年  | 近鉄      | 3位       | 130  | 63   | 60   | 7    | .512 | 15.5                   | 212                    | .272                   | 5.10                   | 54歳                   |
| 1986年    | 昭和61年  | 近鉄      | 2位       | 130  | 66   | 52   | 12   | .559 | 2.5                    | 183                    | .271                   | 4.34                   | 55歳                   |
| 1987年    | 昭和62年  | 近鉄      | 6位       | 130  | 52   | 69   | 9    | .430 | 21.5                   | 135                    | .270                   | 4.22                   | 56歳                   |
| 通算：4年 | 通算：4年 | 通算：4年 | 通算：4年 | 520  | 239  | 242  | 39   | .497 | Aクラス2回、Bクラス2回 | Aクラス2回、Bクラス2回 | Aクラス2回、Bクラス2回 | Aクラス2回、Bクラス2回 | Aクラス2回、Bクラス2回 |

※1984年から1996年までは130試合制

### タイトル
- 首位打者：1回（1953年）※昭和生まれ初

### 表彰
- 最高殊勲選手（MVP）：1回（1953年）※昭和生まれ初
- ベストナイン：5回（二塁手部門：1952年、1953年、1955年、1957年、1959年）※1952年は二塁手部門での昭和生まれ初の受賞
- 日本シリーズ技能賞：1回（1959年）

### 記録
節目の記録
- 1000試合出場：1959年7月5日 ※史上49人目

その他の記録
- オールスターゲーム出場：4回（1953年、1955年、1956年、1959年）

### 背番号
- 20（1949年） ※当時の南海は二軍番号制を敷いていた[9]
- 44（1950年 - 同年途中）
- 24（1950年途中 - 1965年）
- 30（1966年 - 1967年）
- 60（1968年 - 1972年）
- 74（1973年 - 1974年）
- 72（1982年 - 1987年）

## 関連情報

### 出演番組
- スーパーベースボール - ABCテレビ・テレビ朝日系列のプロ野球中継の現行タイトル。
  - 原則としてABCテレビ制作分に出演していたが、ごくまれにテレビ朝日制作分に出演することもあった（1988年4月22日の西武対近鉄戦[10]など）
- ABCフレッシュアップナイター
- サンテレビボックス席（サンテレビ）
- 野球道（関西テレビ・フジテレビ系列のプロ野球中継における現行統一タイトル〔関西テレビローカルは「プロ野球中継」〕）
  - それまでフジテレビ・関西テレビの解説者だった吉田義男が阪神タイガースの監督に就任した直後の1975年は、地元の関西テレビ以外にもフジテレビ（ヤクルトスワローズ戦や大洋ホエールズ戦など）やその他系列局（東海テレビ・広島テレビ[11]など）制作の中継（中日ドラゴンズ戦や広島東洋カープ戦）への出演頻度が多かった。
- プロ野球ニュース

### 著書
- いま全力―野球人生40年から（浪速社 1990/12）
- 「岡本、少しは野球 面白ぅなってきたか」 ―名将・鶴岡一人に学んだこと（SIC 2011/9/22）